# Mézery-près-Donneloye
Mézery-près-Donneloye era un municipio en el Distrito de Yverdon en el Cantón de Vaud en Suiza. El 1 de enero de 2008, se fusionó con Gossens y Donneloye para formar Donneloye.